# Lucien Laviscount
Lucien Laviscount (Burnley, 9 juni 1992) is een Brits acteur.

## Levensloop

### Jeugd
Laviscount werd geboren in Burnley en groeide op in de Ribble Valley. Zijn ouders, Eugene en Sonia Laviscount, hadden een achtergrond in bodybuilding en moedigden hem aan om zijn ambities te volgen. Op tienjarige leeftijd werd hij ontdekt tijdens een winkeluitje met zijn moeder en kreeg hij zijn eerste klus in een reclamecampagne voor de kinderkledinglijn van David Beckham bij Marks & Spencer. Beckham adviseerde Laviscount zich in te schrijven bij een toneelschool in Manchester, wat het begin van zijn acteercarrière markeerde.

### Carrière
Laviscount maakte zijn televisiedebuut in de tienerserie Grange Hill en had vervolgens rollen in Britse series zoals Coronation Street en Waterloo Road. Zijn internationale doorbraak kwam met zijn rol als Alfie in het tweede seizoen van de Netflix-serie Emily in Paris, waarin hij oorspronkelijk gecast werd voor enkele afleveringen. Door de positieve ontvangst werd hij een vast personage in de serie.
Naast zijn acteerwerk is Laviscount actief in de mode-industrie. Hij werkte samen met merken zoals Dolce & Gabbana, Cartier en TAG Heuer en werd in 2022 door de Franse editie van GQ uitgeroepen tot best geklede man van het jaar.